# Большая Евва
Большая Евва — река в России, протекает по Свердловской области. Устье реки находится в 225 км по левому берегу реки Лозьва. Длина реки составляет 107 км, площадь водосборного бассейна — 1080 км².
Высота устья — 64,4 м над уровнем моря.

## Притоки
- 17 км: Малая Евва
- 50 км: Пангур

## Данные водного реестра
По данным государственного водного реестра России относится к Иртышскому бассейновому округу, водохозяйственный участок реки — Тавда от истока и до устья, без реки Сосьва от истока до водомерного поста у деревни Морозково, речной подбассейн реки — Тобол. Речной бассейн реки — Иртыш.
Код объекта в государственном водном реестре — 14010502512111200009311.